# Ikarus 293
Az Ikarus 293 az Ikarus egy különleges autóbusza, amelyik a „leghosszabb magyar autóbusz” címével dicsekedhetett: dupla csuklós kivitelű, azaz három tagból áll, így összesen 24 m hosszú. A 293-as a 200-as sorozat hagyományos városi csuklós buszainak plusz egy taggal megtoldott változatának felelt meg, amit 1988-ban készítettek, viszont ebből a típusból végül csak egyetlen darab készült, mivel a konstrukció ekkora méretekkel nem működött tökéletesen. A tesztüzem során a sofőrök panaszkodtak a jármű lassúságára, kilengéseire, nehéz gyorsulására és kanyarodására (Pécsen is tesztelték a 7-es vonalon). Miután számos hazai és külföldi kiállítást megjárt, a buszt az Ikarus mátyásföldi telephelyére vitték. 1992-ben aztán megvásárolta egy teheráni cég, ennek érdekében átalakították a belső terét, kicserélték a motorját egy 280 LE-s MAN motorra és átfestették. Az új motor nagyobb helyigénye miatt a második utasajtó is előbbre került. Ezt követően a buszt „saját lábán”, vagyis saját kerekein Teheránba vezették, ahol 2009-ig szolgált. 2018 végén előkerült fényképek szerint az autóbusz még egyben van és a teheráni közlekedési cég garázsában áll.
2022-re a BKV egy replikát épített két Ikarus 280-asból, ami szinte megegyezik az eredeti prototípussal. Két fő különbség van köztük: a budapesti másolat erősebb motorral, és stabilabb, biztonságosabb csuklószerkezettel rendelkezik. A jármű utasforgalomban nem vesz majd részt, inkább nyílt napokon láthatja majd a nagyközönség.